# Flossie (Katze)
Die Katze Flossie (englisch Flossi; geboren am 29. Dezember 1995) gilt nach Creme Puff, Rex Allen und Scooter als die älteste Katze auf der Erde, die durch das Guinness World Records bestätigt wurde. Derzeit ist Flossie die älteste lebende Katze der Welt, ihr Alter beträgt 29 Jahre und 68 Tage.

## Biografie
Flossie wurde am 29. Dezember 1995 in London, Vereinigtes Königreich, geboren.
Im jungen Alter wurde sie von einem Bezirkskrankenhausarzt auf der Straße gefunden. Wenig später bekam Flossie einen Besitzer, mit dem sie 24 Jahre bis zu seinem Tod zusammenlebte. Danach wurde sie von der Organisation Cats Protection zu einer neuen Besitzerin überführt, bei der sich die Katze schnell einlebte. Ihre neue Besitzerin ist nur wenige Wochen jünger als Flossie.
Am 10. November 2022 wurde ihr Alter von 26 Jahren und 316 Tagen offiziell vom Guinness-Buch der Rekorde bestätigt. Damit gilt Flossie nicht nur als die viertälteste Katze, die jemals bestätigt wurde, sondern auch als die älteste lebende Katze der Welt.
Laut der neuen Besitzerin sei die Katze aktuell taub und sehbehindert, aber immer noch anhänglich und verspielt. 